# Ernst Thomann
Ernst Thomann (* 6. Mai 1910 in Emmendingen; † 1. Februar 2009 ebenda) war ein deutscher Bildhauer.

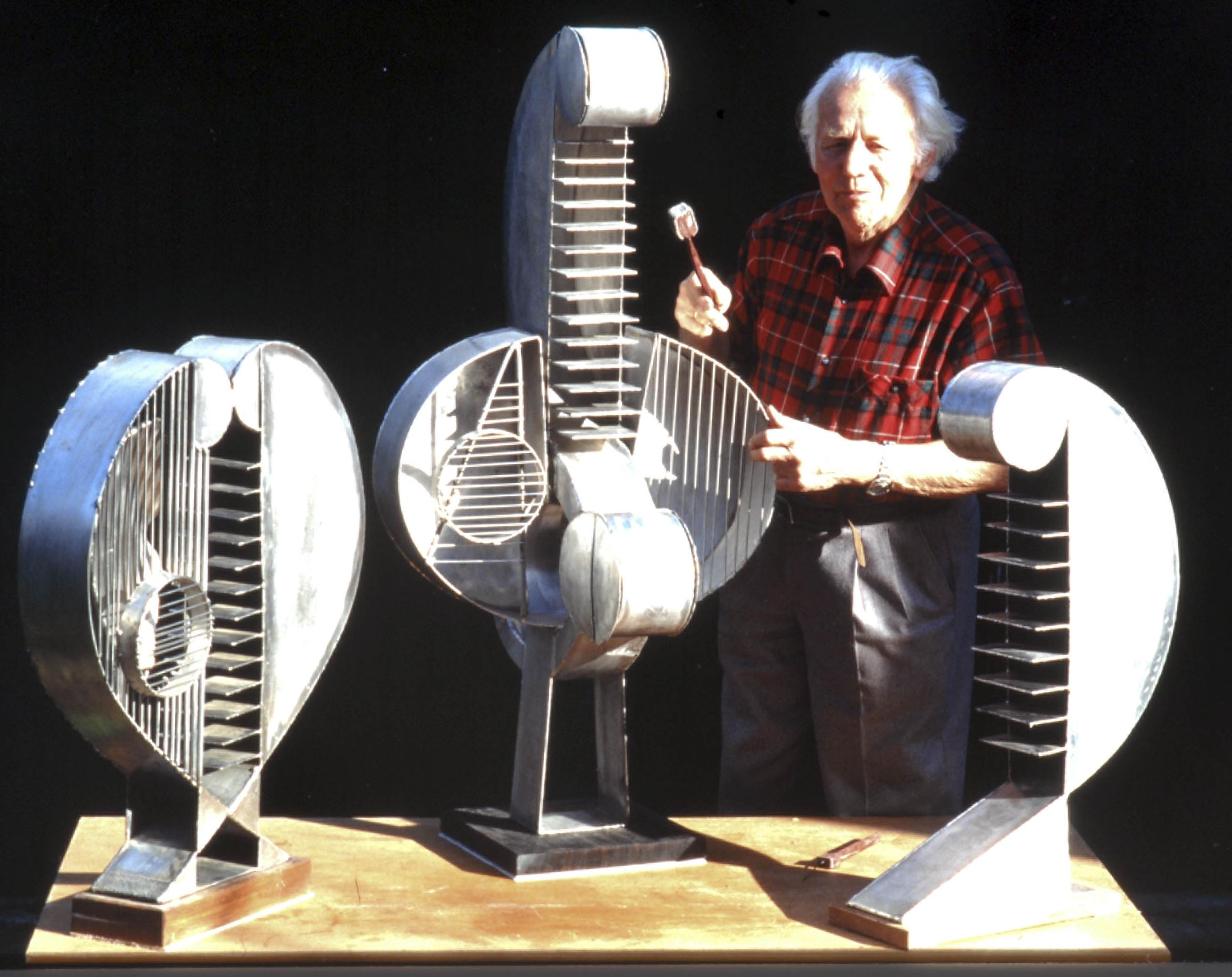
Ernst Thomann mit Klangskulpturen

## Leben und Werk
Ernst Thomann war seit 1939 verheiratet mit der 2005 verstorbenen Künstlerin Margret Thomann-Hegner und ist Vater des 1940 geborenen Fotokünstlers und Fotojournalisten Peter Thomann.
Aufgewachsen in seinem südbadischen Geburtsort, zog Thomann 1930 nach Berlin und absolvierte ein Studium an den Vereinigten Staatsschulen für Freie und Angewandte Kunst bei Alfred Vocke und war Meisterschüler bei Ludwig Gies.
Er gestaltete Kunstwerke in Schweißtechnik, vor allem in Edelstahl, und entwarf Arbeiten für staatliche, kirchliche und private Gebäude, wobei er das Licht als Gestaltungsmittel nutzte, um seine Objekte (auch Mobiles) zu entmaterialisieren. Sein Leitgedanke war die Materialgerechtigkeit verbunden mit Mut zum Experiment. Zu seinem zentralen Thema, dem Metall, kam er, da in der Nachkriegszeit kein Mangel an verfügbaren Schrottresten herrschte.
1939 war Thomann mit einer Bronze-Plakette („Bildnis Realschuldirektor i.R. F. Jost“) auf der Großen Deutschen Kunstausstellung in München vertreten.
Thomanns Werke befinden sich in privaten und öffentlichen Sammlungen, darunter:
- Museum Würth, Künzelsau
- Museum für Neue Kunst Freiburg
- Skulpturenweg, Emmendingen
- Universität Freiburg, Theologische Fakultät[2]

Einige Skulpturen von Ernst Thomann sind Klangobjekte. Beispielsweise wurden sechs unterschiedliche Metallobjekte „ohne Titel“ (ausgeführt in Edelstahl und Kupfer) von dem zeitgenössischen Komponisten Roland Breitenfeld aus Freiburg im Breisgau eingesetzt. Das Werk heißt OTETH, ist eine Komposition für Klangobjekte und Elektronik und wurde im Oktober 1998 im Experimentalstudio der Heinrich-Strobel-Stiftung vom Südwestfunk in Freiburg aufgenommen.

## Museum
Im Jahr 2012 wurde im ehemaligen Wohnhaus der Familie Thomann ein Museum eingerichtet. Dieses Museum umfasst das ehemalige Atelier und einen angrenzenden Skulpturengarten und stellt Werke des Künstlerpaars Margret Thomann-Hegner und Ernst Thomann aus.

## Auszeichnungen
- 1987: Kulturpreis der Stadt Emmendingen, zusammen mit seiner Frau und seinem Sohn.

## Publikationen
- Cordula Grewe (Text): Ernst Thomann – Einsichten. Katalog zur Retrospektive seines Gesamtwerkes. Kommunale Galerie Emmendingen, 1990, ISBN 3-925928-13-8